# Karangsono (Kanigoro)
Karangsono is een bestuurslaag in het regentschap Blitar van de provincie Oost-Java, Indonesië. Karangsono telt 5310 inwoners (volkstelling 2010).